# Cobra Craft
Cobra Craft is een Australisch automerk van zogenaamde specialty cars, replica's. Het bedrijf maakt replica's van de Britse sportwagen AC Cobra. Het bedrijf is gevestigd in Peakhurst, een dorp in het zuidwesten van het stedelijk gebied van de grote metropool Sydney.
De mannen achter Cobra Craft hadden jarenlange ervaring met gemodificeerde en customized wagens tot hun beschikking. In de bouwpakketten zitten onder meer onderdelen van andere Australische productiewagens. Deze kits zijn verkrijgbaar in vijf verschillende ontwikkelingsfases: van een kit met losse onderdelen tot een op de weg toegelaten, volledige wagen. De basisprijs is 12.500 Australische dollar.